# Dighton (Massachusetts)
Dighton – miasto w Stanach Zjednoczonych, w stanie Massachusetts, w hrabstwie Bristol.